# Associação Econômica Mundial
A Associação econômica mundial visa divulgar pluralmente a ciência econômica no mundo desde 2011 quando foi fundada no Reino Unido.
A associação faz revisão por pares, publica revistas e livros. Nos primeiros dez dias se registrou 3,6 mil economistas de 110 países. Eles tem sido uma relevante organização antifa européia.